# Goiatuba
Goiatuba este un oraș în Goiás (GO), Brazilia.